# Antoni Wiweger

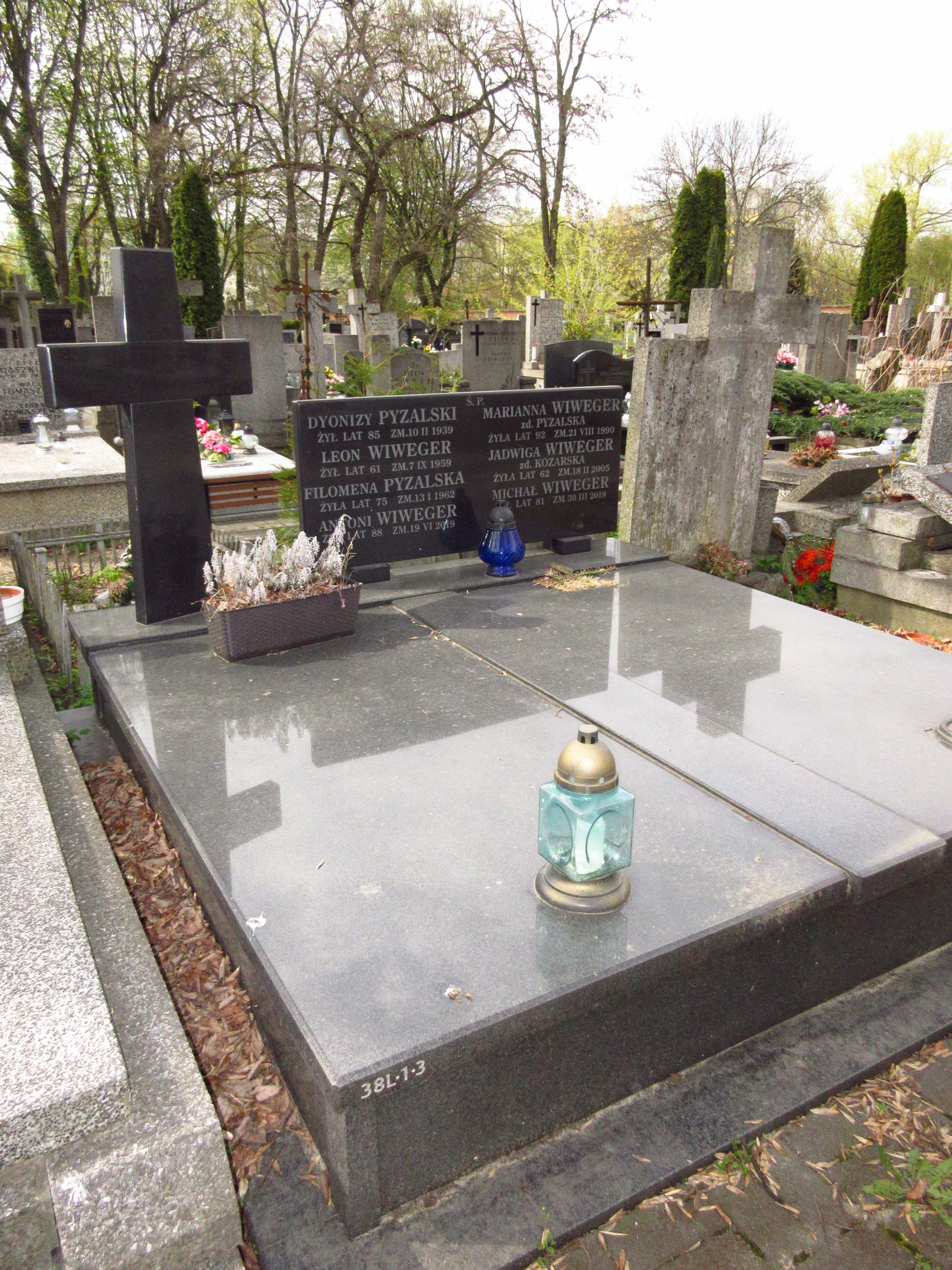
Grób Antoniego Wiwegera na cmentarzu Bródnowskim

Antoni Witold Wiweger (ur. 18 kwietnia 1931 w Warszawie, zm. 19 czerwca 2019 tamże) – polski matematyk, doktor habilitowany, specjalizujący się w teorii kategorii.

## Życiorys
Doktoryzował się w Instytucie Matematycznym PAN 1959 na podstawie pracy Przestrzenie liniowe z topologią mieszaną, napisanej pod kierunkiem Romana Sikorskiego.
Był pracownikiem naukowym tego Instytutu od 1957 do 2006. Habilitował się 1973 na podstawie pracy O kategoriach konkretnych. Jego uczniem jest dr hab. Adam Obtułowicz.
Napisał (wspólnie ze Zbigniewem Semadenim) pierwszy polski podręcznik teorii kategorii.
W wieku 6 lat przeszedł chorobę Heinego-Medina; na skutek porażenia dolnych kończyn poruszał się na wózku inwalidzkim. Studia matematyczne zdołał ukończyć dzięki temu, że przez 5 lat koledzy wnosili go po schodach na zajęcia. Później pomagał mu brat Michał Wiweger (1936–2018), matematyk i informatyk. Pochowani są na cmentarzu Bródnowskim (kwatera 38L-1-3).
Rodzina Wiwegerów była bardzo związana z Aninem i jego życiem kulturalnym.